# Olivia Laing
Olivia Laing (Buckinghamshire, 14 aprile 1977) è una scrittrice e giornalista britannica.

## Biografia
Nata nel Buckinghamshire il 14 aprile 1977 e cresciuta a Chalfont St Peter, ha studiato inglese all'Università del Sussex e, laureatasi nel 2003 in erboristeria, ha praticato per diversi anni come fitoterapista. Nel 2011 ha pubblicato il suo primo saggio, Gita al fiume, ispirato a una sua camminata lungo il fiume Ouse, dove annegò Virginia Woolf, al quale ha fatto seguito Viaggio a Echo Spring nel 2013, dedicato al rapporto tra scrittori e alcolismo, e Città sola nel 2016, inchiesta sulla solitudine attraverso la vita e le opere di artisti quali Edward Hopper, Andy Warhol, David Wojnarowicz e Henry Darger.
Con il suo primo romanzo, Crudo, ispirato alla scrittrice Kathy Acker e a vicende personali e d'attualità, ha vinto nel 2019 il James Tait Black Memorial Prize e ha scelto di dividere le 10000 sterline del premio tra gli altri 3 finalisti asserendo che "Non c'è spazio per la competizione nell'arte". Giornalista per il Guardian, il New York Times e Frieze, vive e lavora a Londra. Vive con il poeta, accademico e traduttore britannico Ian Patterson.

## Opere principali

### Romanzi
- Crudo, traduzione di Francesca Mastruzzo, La cultura, Milano, Il Saggiatore, 2021  [2018], ISBN 978-88-428-2646-0, OCLC 1312629094.

### Saggi
- Gita al fiume: un viaggio sotto la superficie (To the River: A Journey Beneath the Surface, 2011), Milano, Il Saggiatore, 2020 traduzione di Francesca Mastruzzo e Giulia Poerio ISBN 978-88-428-2852-5.
- Viaggio a Echo Spring: storie di scrittori e alcolismo (The Trip to Echo Spring: On Writers and Drinking, 2013), Milano, Il Saggiatore, 2019 traduzione di Francesca Mastruzzo e Alessio Pugliese ISBN 978-88-428-2586-9.
- Città sola (The Lonely City: Adventures in the Art of Being Alone, 2016), Milano, Il Saggiatore, 2018, traduzione di Francesca Mastruzzo ISBN 978-88-428-2453-4.
- Funny Weather: Art in an Emergency (2020)
- Everybody: un libro sui corpi e sulla libertà (Everybody: A Book About Freedom), traduzione di Alessandra Castellazzi, La piccola cultura, Milano, Il Saggiatore, 2022  [2021], ISBN 978-88-428-3108-2, OCLC 1337978563.
- Il giardino contro il tempo: Alla ricerca di un paradiso comune (The Garden Against Time: In Search of a Common Paradise), traduzione di Katia Bagnoli, Milano, Il Saggiatore, 2024, ISBN 9788842833574.

## Premi e riconoscimenti
- Premi Letterari Windham–Campbell: 2018 vincitrice nella categoria Saggistica[10]
- James Tait Black Memorial Prize per la narrativa: 2019 vincitrice con Crudo